# 덫 (1987년 영화)
"덫"은 1987년에 개봉한 대한민국의 영화이다.

## 캐스팅
- 조옥희
- 마흥식
- 김진해
- 한지일
- 문정숙
- 곽은경
- 박원숙
- 박암
- 윤양하
- 장혁
- 최성호
- 이해룡
- 김기범
- 문태선
- 박기택
- 안진수
- 신우철
- 신동욱
- 한국남
- 오영화
- 이인옥
- 박진희
- 최재호
- 이석구
- 홍성연
- 이재학
- 송요현
- 김성돈